# 이한 (전주 이씨)
이한(李翰, 713년 ~ 754년)은 전주 이씨(全州 李氏)의 시조(始祖)이다. 『선원계보(璿源系譜)』에 따르면 신라 말기 사공(司空)을 지냈다고 한다.

## 생애
전주(全州) 출신이고, 자는 견성(甄城)이다.
전주 이씨 족보 『선원계보(璿源系譜)』에 따르면, 신라 태종무열왕의 10세손 군윤(軍尹) 김은의(金殷義)의 딸 경주 김씨(慶州金氏)와 결혼하고, 신라 말기 사공(司空) 벼슬을 지냈다고 한다. 754년(신라 경덕왕 13) 사망하였다.

## 관련 문화재
1771년(영조 47년) 전국 유생의 상소에 의하여 영조의 명으로 전주 이씨의 발상지라 하여 경기전(慶基殿)의 북쪽 인접에 조경묘(肇慶廟)를 창건하여 위패를 봉안하고 제향일을 정해 제사를 모셨다. 위패는 '시조고신라사공신위(始祖考新羅司空神位)'와 '시조비경주김씨신위(始祖妣慶州金氏神位)'라 쓰여 있으며, 영조의 친필이다.
조경묘는 대한민국 문화재청에서 1973년 6월 23일 전라북도 유형문화재 제18호로 지정하고, (사)전주이씨대동종약원 조경묘봉향회에서 매년 중양절(重陽節) 음 9월 9일에 제향을 받들고 있다. 묘소는 실전되어 고종 조에 고종 명으로 조경단(肇慶壇)을 설단하고, 제향일을 정해 제사를 모셨다. 이 조경단은 대한민국 문화재청에서 1973년 6월 23일 전라북도 시도기념물 제3호로 지정하고, 조경단봉향회에서 매년 양 4월 10일에 제향을 받들고 있다.
전주 조경단에서 나왔다는 지석(誌石)은 현재 전라북도 문화재로 지정되어 있다. 이 지석 앞면에는 `천보십삼재 구척하(天寶十三載 九尺下)'라고 새겨져 있다. 장례 때 묻었다면 이한의 졸년은 '천보 13년'이다. `천보'는 중국 당나라 현종(玄宗)의 연호로 서기 742년 ∼ 755년에 해당된다. 따라서 `천보 13년'은 서기 754년이요, 신라 경덕왕(景德王) 13년이다.

## 가계
- 부인 : 경주 김씨(慶州金氏), 태종무열왕의 10세손 군윤(軍尹) 김은의(金殷義)의 딸
  - 아들 : 시중(侍中) 이자연(李自延), 또는 이자연(李子延)
    - 손자 : 복야(僕射) 이천상(李天祥)

  - 며느리 : 윤씨(尹氏), 진양군(晋陽君) 윤자인(尹自仁)의 딸

- 후손 : 22세손은 조선 태조 이성계이다.